# プリキュアKids
プリキュアKids （プリキュアキッズ）は、かつて活動していた、アニメ『ふたりはプリキュア』、およびそのシリーズ作品の主人公たちに扮してステージショーなどのイベントに出演するユニットである。

## 概要
テレビアニメ『ふたりはプリキュア』のタイアップ企画として2004年にスタート。番組本編での主人公メンバー追加・変更に合わせて、ユニットの構成も同様に変更される。『おジャ魔女どれみ』の「おジャ魔女Kids」、『明日のナージャ』の「ナージャKids」の後継企画である。
バンダイミュージアムでのショーをメインに活動している他、全国ツアーにも出発している。ショーの内容はアニメのオープニング・エンディングテーマに合わせたダンスを主として、他にトークなどが行われていた。
2009年1月4日のラゾーナ川崎プラザで行われたファイナルステージをもって活動終了となった。このため、『フレッシュプリキュア!』以降のメンバーの設定はない。活動終了の理由として、プリキュアシリーズそのものが長寿コンテンツとなったことと、前述の『フレッシュプリキュア!』以降からほぼ毎回のように追加戦士が登場していることが挙げられる。

## メンバー
2004年、2人ユニットとしてスタート。
- キュアブラック（美墨 なぎさ）役：榎本彩花
- キュアホワイト（雪城 ほのか）役：宮城香里

2005年、アニメ第2シリーズ『ふたりはプリキュア Max Heart』での新メンバー加入に伴いメンバーを追加。3人ユニットとなる。
- シャイニールミナス（九条 ひかり）役：三浦采夏[1]

2006年、アニメ第3シリーズ『ふたりはプリキュア Splash Star』での主役入れ替えに伴い、ユニットもメンバーを一新。
- キュアブルーム/キュアブライト（日向 咲）役：小島萌[2]
- キュアイーグレット/キュアウィンディ（美翔 舞）役：早川音寧

2007年、アニメ第4シリーズ『Yes!プリキュア5』でのキャラクター一新に伴い、配役を入れ替えメンバーを追加。小島、早川は続投。
- キュアドリーム（夢原のぞみ）役：早川音寧[3]
- キュアルージュ（夏木りん）役：小島萌
- キュアレモネード（春日野うらら）役：飯塚優衣
- キュアミント（秋元こまち）役：飯田れな
- キュアアクア（水無月かれん）役：江川莉穂[4]

2008年、アニメ第5シリーズ『Yes! プリキュア5Go Go!』開始時、キュアレモネードの配役変更。なお、ミルキィローズ（美々野くるみ）役は設定されなかった。
- キュアレモネード（春日野うらら）役：中川真桜